# Rádchenko (Tver)
Rádchenko (ruso: Ра́дченко) es un asentamiento de tipo urbano de Rusia perteneciente al raión de Konakovo de la óblast de Tver.
En 2021, el territorio del asentamiento tenía una población de 1321 habitantes, de los cuales 1172 vivían en el asentamiento de Rádchenko y el resto en dos pedanías: el posiólok de Novomélkovo y la turbaza de Verjnevólzhskaya.
Se ubica en la costa noroccidental del embalse de Ivánkovo, en el tramo correspondiente al río Volga, a medio camino entre la capital regional Tver y el límite con la vecina óblast de Moscú sobre la autovía M10.

## Historia
El asentamiento fue fundado en 1921 para dar servicio a la primera estación experimental de investigación sobre turba del mundo, en tierras del uyezd de Klin de la gobernación de Moscú. El nombre inicial de la localidad fue "asentamiento de TOS" (посёлок ТОС), siendo "TOS" las siglas del centro de investigación. Adoptó estatus de asentamiento de tipo urbano en 1939. Se le dio su actual topónimo en 1965, en honor a Iván Radchenko, organizador de la industria de la turba en los primeros años de la Unión Soviética.